# 二宮神社 (神戸市)
二宮神社（にのみやじんじゃ）は兵庫県神戸市中央区二宮町にある神社。生田神社の八柱の裔神を祀った一宮から八宮までの神社（生田裔神八社）の中の二柱目に当たり、天忍穂耳尊（アメノオシホミミ）ならびに応神天皇を祀っている。

## 概要
古い記録がなく、創設された時期については不明。伝承によれば、生田神社建立の際、神功皇后が現在の神戸市内の天皇家ゆかりの神々を祀る八社を巡拝したことにさかのぼるという。
境内には「稲荷神社」や「椋白龍社」（むくのきはくりゅうしゃ）が置かれている。なお、町名の「二宮町」はこの神社に由来する。

### 祭神
- 正勝吾勝勝速日天之忍穂耳命（まさかつあかつかちはやび・あめのおしほみみのみこと）。天照大御神の長男とされる。
- 応神天皇

### 境内社
稲荷神社
江戸時代末期、伏見稲荷大社から勧請。
椋白龍社（むくのきはくりゅうしゃ）
龍神やその同神とされる白蛇にまつわる逸話が数多く見受けられたことから、境内に「椋白龍社」として祀るようになった。

## 交通アクセス
- JR西日本神戸線（東海道本線・山陽本線）三ノ宮駅
- 阪急神戸線 神戸三宮駅
- 阪神本線 神戸三宮駅
- 神戸新交通ポートアイランド線（ポートライナー）三宮駅
- 神戸市営地下鉄山手線 三宮駅
- 神戸市営地下鉄海岸線 三宮・花時計前駅

## 周辺施設
- セブンイレブン琴ノ緒町店
- 神戸クアハウス